# Trametes versicolor
Trametes versicolor, ljekovita je  gljiva iz porodice Polyporaceae. Gornja je površina klobuka tipična po koncentrično raspoređenim obojenim pojasevima. Brojni klobučići rastu poput crijepova, složeni su u redove, jedni iznad drugih. Meso je kožasto, debljine do 3 mm. Pore s donje strane klobuka su bjelkaste do svijetlo smeđe.

## Ljekovitost
Gljiva se koristi u tradicionalnoj kineskoj i japanskoj medicini; Između ostalog, navodi se da ima i imunomodulatornu funkciju, a pretpostavlja se da su pojedini polisaharidi sadržani u gljivi (polisaharid K, krestin) aktivni sastojci. U stvari, nekoliko znanstvenih studija pokazalo je određeni adjuvantni učinak na neke karcinome, barem in vitro, a djelomično i in vivo. Po ruskim izvorima koristi se i u ruskoj tradicionalnoj medicini, kod  bolesti  gornjeg  dijela  dišnog  sustava te  kod  bolesti mokraćnog i probavnog sustava, za kronični hepatitis B, te tumore jetre i želuca.